# Pimelabditus
Pimelabditus is een monotypisch geslacht van straalvinnige vissen uit de familie van de antennemeervallen (Pimelodidae).

## Soort
- Pimelabditus moli Parisi & Lundberg, 2009